# Équipe cycliste Marco Polo Donckers Koffie
Marco Polo Donckers Koffie (chinois simplifié : 中国马可波罗洲际队 ; chinois traditionnel : 中國馬可波羅洲際隊 ; pinyin : Zhōngguó Mǎkě Bōluó zhōujì duì ; litt. « Équipe continentale Marco Polo ») est une  équipe cycliste active entre 2003 et 2012. Créée en 2003 sous licence hongkongaise, elle court sous licence chinoise entre 2005 et 2011, puis éthiopienne pour sa dernière année d'existence en 2012. Elle fait partie des équipes continentales de 2005 à 2012.

## Histoire de l'équipe
Le Marco Polo Cycling Club est fondé en 2000, avec l'objectif de « promouvoir des cyclistes talentueux issus de nations non-traditionnellement cyclistes ».
Le Marco Polo Cycling Team est créé en 2003 sur les bases du Marco Polo Cycling Club. Il s'agit alors d'une équipe hongkongaise évoluant en GSIII (3e division).
Elle devient en 2005 une équipe continentale chinoise à l'occasion de la réforme du cyclisme sur route créant les circuits continentaux. Conformément à un accord entre la fédération chinoise de cyclisme et la World Wide Cycling Foundation, structure à l'origine de l'équipe, elle a pour but de faire progresser les coureurs chinois dans l'optique des Jeux olympiques de 2008 se déroulant à Pékin, puis des Jeux de Londres en 2012. Il s'agit de la première équipe cycliste professionnelle chinoise.
En 2007, l'équipe s'engage dans un partenariat avec l'équipe ProTour Discovery Channel. Le Marco Polo Cycling Team devient Discovery Channel-Marco Polo. Fuyu Li est recruté par Discovery Channel et devient le premier coureur chinois membre d'une équipe ProTour.
En 2012, pour sa dernière année d'existence, elle passe sous licence éthiopienne.

## Principales victoires
- Tour du Faso : Maarten Tjallingii (2003)
- Tour de Corée : Cory Lange (2004)
- Tour d'Indonésie : Nathan Dahlberg (2004)
- Tour de Thaïlande : Li Fuyu (2006)
- Tour du Siam : Thomas Rabou (2006)

## Classements sur les circuits continentaux
En 1999 le classement UCI par équipes est divisé entre GSI, GSII et GSIII. En 2003 et 2004, l'équipe est classée en GSIII. Les classements détaillés ci-dessous sont ceux de l'équipe en fin de saison. Les coureurs demeurent en revanche dans un classement unique.
| Saison | Classement par équipes | Meilleur coureur au classement individuel |
| ------ | ---------------------- | ----------------------------------------- |
| 2003   | 21e (GSIII)            | Maarten Tjallingii (754e)                 |
| 2004   | 27e (GSIII)            | Robin Reid (530e)                         |

Entre 2005 et 2012, l'équipe Marco Polo a, sous ses différentes appellations, participé aux différents circuits continentaux depuis sa création. Les tableaux ci-dessous présentent les classements de l'équipe sur ces circuits, ainsi que son meilleur coureur au classement individuel.
UCI Africa Tour
| Saison | Classement par équipes | Meilleur coureur au classement individuel |
| ------ | ---------------------- | ----------------------------------------- |
| 2006   | 7e                     | Jean-Noël Wolf (55e)                      |
| 2009   | 14e                    | Jacobus Venter (57e)                      |
| 2011   | 20e                    | Estifanos Gebresilassie (170e)            |

UCI Asia Tour
| Saison | Classement par équipes | Meilleur coureur au classement individuel |
| ------ | ---------------------- | ----------------------------------------- |
| 2005   | 7e                     | Jamsran Ulzii-Orshikh (21e)               |
| 2006   | 4e                     | Li Fuyu (23e)                             |
| 2007   | 8e                     | Jamsran Ulzii-Orshikh (35e)               |
| 2008   | 5e                     | Sergey Koudentsov (20e)                   |
| 2009   | 27e                    | Jacques Janse van Rensburg (101e)         |
| 2010   | 36e                    | Bradley Hall (95e)                        |
| 2011   | 58e                    | Estifanos Gebresilassie (240e)            |

UCI Europe Tour
| Saison | Classement par équipes | Meilleur coureur au classement individuel |
| ------ | ---------------------- | ----------------------------------------- |
| 2006   | 120e                   | Rhys Pollock (1248e)                      |
| 2007   | 120e                   | Pol Nabben (819e)                         |
| 2008   | 118e                   | Sergey Koudentsov (1139e)                 |
| 2009   | 110e                   | Jacobus Venter (546e)                     |
| 2011   | 109e                   | Jason Christie (882e)                     |
| 2012   | 122e                   | Marc Ryan (1031e)                         |

UCI Oceania Tour
| Saison | Classement par équipes | Meilleur coureur au classement individuel |
| ------ | ---------------------- | ----------------------------------------- |
| 2005   | 13e                    | Robin Reid (16e)                          |
| 2006   | 9e                     | Robin Reid (12e)                          |
| 2007   | 19e                    | Robin Reid (57e)                          |
| 2011   | 12e                    | Jason Christie (36e)                      |